# Baie de l'Attaque
 (juin 2020).
Si vous disposez d'ouvrages ou d'articles de référence ou si vous connaissez des sites web de qualité traitant du thème abordé ici, merci de compléter l'article en donnant les références utiles à sa vérifiabilité et en les liant à la section « Notes et références ».
La baie de l'Attaque, appelée Herald Bight en anglais, est une baie australienne située à l'intérieur du golfe de l'océan Indien que l'on appelle baie Shark, sur la côte ouest de l'Australie-Occidentale. Formée par le littoral nord-est de la presqu'île Péron, elle occupe ce faisant le nord-ouest de la vaste ouverture appelée havre Hamelin. Nommée par l'expédition vers les Terres Australes du Français Nicolas Baudin à la suite d'une attaque par les Aborigènes d'Australie que repoussa Jacques de Saint-Cricq, elle a été formellement cartographiée par Pierre Faure et Charles Moreau à la fin du mois d'août 1801.